# Докіль Петро Гнатович
Петро Гнатович Докіль (нар. 1913, село Чайківка Радомишльського повіту Волинської губернії, тепер Радомишльського району Житомирської області — 1980, смт. Черняхів Черняхівського району Житомирської області) — український радянський діяч, голова виконавчого комітету Потіївської районної ради депутатів трудящих Житомирської області, 1-й секретар Черняхівського районного комітету КПУ Житомирської області. Депутат Верховної Ради УРСР 2-го скликання.

## Життєпис
Народився у селянській родині. Після закінчення сільської школи з 1930 року працював їздовим у колгоспі «Ленінським шляхом» села Чайківки. Був організатором та бригадиром першої в Потіївському районі комсомольсько-молодіжної бригади. Перебував у комсомольському активі та сприяв розкуркулюванню українських селян Потіївського і Радомишльского районів.
У 1934—1936 роках — в Червоній армії.
З 1936 року — голова виконавчого комітету Чайківської сільської ради Потіївського району Житомирської області. Член ВКП(б).
У 1940—1941 роках — член виконавчого комітету, заступник голови виконавчого комітету Потіївської районної ради депутатів трудящих Житомирської області. 
З 1941 року — в Червоній армії, учасник німецько-радянської війни. Служив секретарем ротної партійної організації. У січні 1943 року в боях біля Сталінграда зазнав важкого поранення. Рік лікувався у військових госпіталях, а потім був демобілізований із армії.
З 1944 року — голова виконавчого комітету Потіївської районної ради депутатів трудящих Житомирської області
У серпні 1951 — 1962 року — 1-й секретар Черняхівського районного комітету КПУ Житомирської області.
З 1962 року — заступник директора учгоспу «Україна» селища міського типу Черняхова Черняхівського району Житомирської області.
Потім — на пенсії в Черняхові, де помер і похований.

## Нагороди
- орден Жовтневої Революції (8.04.1971)
- орден Трудового Червоного Прапора (26.02.1958)
- орден Вітчизняної війни 1-го ст. (1.02.1945)
- медалі